# Championnats d'Afrique de tennis de table 2012
Navigation
Championnats d'Afrique 2010 Championnats d'Afrique 2015
Les Championnats d'Afrique de tennis de table 2012 ont lieu du 17 au 23 novembre 2012 au Caire en Égypte,,,

## Médaillés
| Épreuves | Or                                                                                        | Argent                                                                               | Bronze                                                                                          |
| -------- | ----------------------------------------------------------------------------------------- | ------------------------------------------------------------------------------------ | ----------------------------------------------------------------------------------------------- |
| Hommes   |                                                                                           |                                                                                      |                                                                                                 |
| Simple   | El-Sayed Lashin (en)                                                                      | Omar Assar                                                                           | Ahmed Nadim                                                                                     |
| Simple   | El-Sayed Lashin (en)                                                                      | Omar Assar                                                                           | Mohamed Shouman                                                                                 |
| Double   | El-Sayed Lashin (en) Ahmed Saleh (en)                                                     | Omar Assar Omar Bedair                                                               | Mohamed Elsobky Mohamed Shouman                                                                 |
| Double   | El-Sayed Lashin (en) Ahmed Saleh (en)                                                     | Omar Assar Omar Bedair                                                               | Ahmed Nadim Aly Lashin                                                                          |
| Équipe   | Égypte Omar Assar Mohamed El-Beiali El-Sayed Lashin (en) Ahmed Nadim Ahmed Saleh (en)     | République du Congo Christ Bienatiki Saheed Idowu Stellin Ntandou Suraju Saka        | Algérie Mohamed Soufiene Boudjadja Larbi Bouriah Sami Kherouf Idir Khourta                      |
| Équipe   | Égypte Omar Assar Mohamed El-Beiali El-Sayed Lashin (en) Ahmed Nadim Ahmed Saleh (en)     | République du Congo Christ Bienatiki Saheed Idowu Stellin Ntandou Suraju Saka        | Togo Mawussi Agbetoglo Amatey Amedee Kokou Dodji Fanny Fessou Lawson-Gaizer Maurice Sallah Duse |
| Femmes   |                                                                                           |                                                                                      |                                                                                                 |
| Simple   | Han Xing                                                                                  | Nadeen El-Dawlatly                                                                   | Dina Meshref                                                                                    |
| Simple   | Han Xing                                                                                  | Nadeen El-Dawlatly                                                                   | Sara El-Sokary                                                                                  |
| 'Double  | Nadeen El-Dawlatly Dina Meshref                                                           | Han Xing Onyinyechi Nwachukwu                                                        | Farah Abdel-Aziz Sara Hassan                                                                    |
| 'Double  | Nadeen El-Dawlatly Dina Meshref                                                           | Han Xing Onyinyechi Nwachukwu                                                        | Sara El-Sokary Galila Nasser                                                                    |
| Équipe   | Égypte Farah Abdel-Aziz Shimaa Abdel-Aziz Nadeen El-Dawlatly Reem El-Shobary Dina Meshref | République du Congo Fatimo Bisiriyu Han Xing Jolie Mafuta-Ivoso Onyinyechi Nwachukwu | Algérie Fatiha Bouclaras Chahinez Bougadoum Islem Laid Yasmine Nasri                            |
| Équipe   | Égypte Farah Abdel-Aziz Shimaa Abdel-Aziz Nadeen El-Dawlatly Reem El-Shobary Dina Meshref | République du Congo Fatimo Bisiriyu Han Xing Jolie Mafuta-Ivoso Onyinyechi Nwachukwu | Afrique du Sud Caitlin Lingeveldt Khanyisile Madlala Zodwa Maphanga Sisipho Mvunyiswa           |
| Mixte    |                                                                                           |                                                                                      |                                                                                                 |
| Double   | Omar Assar Dina Meshref                                                                   | El-Sayed Lashin (en) Nadeen El-Dawlatly                                              | Suraju Saka Han Xing                                                                            |
| Double   | Omar Assar Dina Meshref                                                                   | El-Sayed Lashin (en) Nadeen El-Dawlatly                                              | Ahmed Saleh (en) Sara El-Sokary                                                                 |